# College Queen
College Queen ist eine US-amerikanische Filmkomödie aus dem Jahr 1946.

## Handlung
Tom Cannon ist Steptänzer und wird an seiner Universität als „College King“ angesehen. Nun sucht er seine „College Queen“ für den nächsten anstehenden Wettkampf. Er entscheidet sich für Cindy Harris, die singen und tanzen kann und sich ihr Studium durch Kellnerei finanziert. Tom und Cindy gewinnen das Turnier, sie ist nun die neue „College Queen“.

## Auszeichnungen
1947 wurde der Film in der Kategorie Bester Kurzfilm (zwei Filmrollen) für den Oscar nominiert.

## Hintergrund
Die Premiere der Produktion von Paramount Pictures fand am 17. Mai 1946 statt.